# Fortuna (Dakota del Norte)
Fortuna es una ciudad ubicada en el condado de Divide en el estado estadounidense de Dakota del Norte. En el censo de 2010 tenía una población de 22 habitantes y una densidad poblacional de 8,39 personas por km².

## Geografía
Fortuna se encuentra ubicada en las coordenadas 48°54′35″N 103°46′44″O / 48.90972, -103.77889. Según la Oficina del Censo de los Estados Unidos, Fortuna tiene una superficie total de 2.62 km², de la cual 2.59 km² corresponden a tierra firme y (1.28%) 0.03 km² es agua.

## Demografía
Según el censo de 2010, había 22 personas residiendo en Fortuna. La densidad de población era de 8,39 hab./km². De los 22 habitantes, Fortuna estaba compuesto por el 95.45% blancos, el 0% eran afroamericanos, el 0% eran amerindios, el 0% eran asiáticos, el 0% eran isleños del Pacífico, el 0% eran de otras razas y el 4.55% pertenecían a dos o más razas. Del total de la población el 4.55% eran hispanos o latinos de cualquier raza.